# Rivera de Albahacar
La rivera de Albahacar, también referida como río y arroyo en diversas fuentes, es un río del sur de España de la vertiente atlántica de Andalucía que discurre en su totalidad por el territorio del oeste de la provincia de Huelva. 

## Curso
Nace en Sierra Pelada por la convergencia de varios arroyos, cerca de la localidad de Santa Bárbara de Casa. Realiza un recorrido en dirección norte-sure a lo largo de unos 38 km hasta su confluencia con la rivera de Malagón y la rivera Cobica en el embalse del Ándevalo, que a su vez desagua en el embalse del Chanza.